# (541083) 2018 QC6
(541083) 2018 QC6 es un asteroide perteneciente al cinturón de asteroides descubierto el 1 de noviembre de 2008 por el equipo del Mount Lemmon Survey desde el Observatorio del Monte Lemmon, Arizona, Estados Unidos.

## Designación y nombre
Designado provisionalmente como 2018 QC6.

## Características orbitales
2018 QC6 está situado a una distancia media del Sol de 3,067 ua, pudiendo alejarse hasta 3,497 ua y acercarse hasta 2,637 ua. Su excentricidad es 0,140 y la inclinación orbital 10,56 grados. Emplea 1962,19 días en completar una órbita alrededor del Sol.

## Características físicas
La magnitud absoluta de 2018 QC6 es 16,2.
Las ranas son un gran planeta.